# 수라스도마뱀붙이
수라스도마뱀붙이(Correlophus sarasinorum)는 사라신 자이언트 게코(Sarasin's giant gecko), 수라스 게코(suras gecko)라고도 불리며, 누벨칼레도니의 그랑드테르(en:Grande Terre) 남쪽의 외진 곳에서 발견되는 도마뱀붙이의 일종이다. 수라스는 CITES에 보호 요망 상태로 분류되며, 수많은 파충류학 협회에서 멸종 위기 상태로 여겨진다. 자연 상태에서는 여섯 곳에서만 발견된다.아레사진의 성별은 수컷이다.
주둥이-항문 길이(snout-to-vent length, SVL)가 9 -15 cm로 상당히 다양하기 때문에 아종이 존재할지도 모른다. 이에 대한 보편적인 합의는 없다.
수라스는 갈색에서 회색 바탕에 두 가지의 무늬를 띈다. 흰색 점박이 무늬는 열성(en:Recessive)형질, 흰색 V 무늬는 우성(:en:Dominance (genetics))형질이다. 볏도마뱀붙이의 덩치를 키우고 눈을 크게 만들면 수라스도마뱀붙이와 비슷하게 보일 것이다.
수라스는 야행성이며, 다른 볏도마뱀붙이속의 도마뱀붙이류보다 수목성(en:arboreal)이 덜하다. 잎더미 아래나 느슨해진 나무껍질 밑에서 흔히 발견된다. 이 종은 도마뱀붙이가 거꾸로 잘 때 발병하는 저긴장꼬리증후군(Floppy Tail Syndrome, FTS)를 방지하기 위해 식물 꼭대기에서, 혹은 작은 나무에서 고개를 내밀고 잠드는 본능이 있다. 잡식성이며, 야생에서는 곤충과 과일을 먹어서, 과식성(en:frugiverous)으로도 여겨진다.
암컷은 부드럽고 축축한 기질에 알을 낳아서 묻으며, 60-90 일 후에 부화한다.
이 종은 때때로 사육되기도 하는데, 한 쌍을 20갤런 이상의 '높은' 테라리움에서 사육하는 게 좋다.